# Saint-Laurent-Médoc
Saint-Laurent-Médoc è un comune francese di 4 114 abitanti situato nel dipartimento della Gironda nella regione della Nuova Aquitania.

## Società

### Evoluzione demografica
Abitanti censiti